# 莉迪亞·樂甫歌娃
莉迪亞·樂甫歌娃（俄语：Ли́дия Васи́льевна Лопухо́ва，1892年10月21日—1981年6月8日），世界著名的英國經濟學家约翰·梅纳德·凯恩斯之妻子，俄羅斯著名芭蕾舞表演者。

## 家庭
1921年凯恩斯陷入了对俄罗斯著名芭蕾舞演员莉迪亞·樂甫歌娃的热恋。两人在1925年成婚，被认为是智慧和美丽的结合。据说两人的婚姻美满幸福，但没有子嗣。在丈夫逝世后，她几乎淡出公众和媒体的视野，并长期定居在英格兰生活。